# Movilización estudiantil en Chile de 2019
La movilización estudiantil de 2019 (autodenominado como «Paro por Salud Mental») corresponde a una serie de manifestaciones protagonizadas por la comunidad estudiantil universitaria de Chile. Estas acotadas manifestaciones protestaron en contra de la sobrecarga académica y el estrés de las y los estudiantes, además de la baja presencia del área de psicología así como la comunidad de psiquiatría en los centros educativos
La movilización comenzó por una protesta que realizaron las y los estudiantes de la Facultad de Arquitectura y Urbanismo (FAU) de la Universidad de Chile por el exceso de carga académica, a posterior a ello se fueron sumando carreras de la Universidad de Chile e instituciones, tales como la Universidad Andrés Bello, Pontificia Universidad Católica de Valparaíso, la Universidad Austral de Chile, entre otras.
Si bien no había un petitorio único, la CONFECH entregó una carta al Mineduc a preocuparse por la "salud mental" de la comunidad estudiantal de grado universitario, indicando que existen  metodologías poco eficientes de enseñanza, excesivos tiempos de trabajo indirecto, discordancias en el creditaje, mala organización y sobrecarga académica.
En el documento, advierten de las altas tasas de suicidio que hay en el país, en especial en la población de entre 15 y 29 años. "La mayor tasa de suicidios a nivel país se encuentra en las edades donde las personas están en su periodo de formación educacional, por lo que esta temática debe ser muy relevante para el Ministerio de Educación" 
La movilización no estuvo exenta de críticas, Pedro Kunstmann, líder del Movimiento Social Patriota, señalo "las personas que no puedan con una carrera es libre de abandonarla"  a posterior a ello se fueron sumando carreras de la Universidad de Chile<ref>

No sé si reír o llorar. Los milenial consentidos y blandengues de la facultad de Arquitectura y urbanismo de la U de Chile realizan ‘protesta’ por la carga académica.
Pedro Kunstmann, líder del Movimiento Social Patriota

La movilización convergió elementos en el Estallido social finalizando hacia octubre de 2019. 